# Camelineae
Camelineae je tribus krstašica, dio nadtribusa Camelinodae. Jednogodišnje, dvogodišnje ili višegodišnje biljke.

## Opis
Listovi stabljike obično sjedeći, rijetko peteljkasti ili podsjedeći. Cvjetovi aktinomorfni; čašice su uspravne, šire se ili uzdižu. Plod je silikva (ljuska; javlja se kod krstašica), dehiscentni ili nedehiscentni, nesegmentirani; ovuli 2-200 (brojni) po jajniku; stil često različit; stigma obično cijela.

## Rodovi
Tribus Camelineae DC.
1. Neslia Desv. (2 spp.)
2. Camelina Crantz (9 spp.)
3. Pseudoarabidopsis Al-Shehbaz, O’Kane & R. A. Price (1 sp.)
4. Catolobus (C. A. Mey.) Al-Shehbaz (1 spp.)
5. Capsella Medik. (7 spp.)
6. Chrysochamela (Fenzl) Boiss. (3 spp.)

Nekadašnji član
- Arabidopsis (DC.) Heynh. (13 spp.), od 2023 u vlastitom tribusu.